# 九頭竜ダム
九頭竜ダム（くずりゅうダム）は、福井県大野市、一級河川・九頭竜川水系九頭竜川に建設されたダム。かつては長野ダム（ながのダム）といった。高さ128メートルのロックフィルダムで、洪水調節・発電を目的とする、国土交通省・電源開発（Jパワー）共同管理の多目的ダム（兼用工作物）である。ダム湖（人造湖）の名は九頭竜湖（くずりゅうこ）という。

## 歴史

### 計画
九頭竜川は、福井県と岐阜県との境・油坂峠に端を発し、大野盆地・勝山盆地を経て福井平野を形成し、日本海へと注ぐ河川である。流域は降水量が多く、冬は豪雪であり、河川流量も豊富にある。しかし、九頭竜川上流部における開発は長らく実現を見ずにいた。当地が僻地であるという地理的要因から、開発のための資材を搬入する手段が見つからなかったのである。1957年（昭和32年）、北陸電力・電源開発の2社は競合するかたちで開発計画を発表した。前者は有峰ダム開発を、後者は御母衣（みぼろ）ダム開発を一通り終えたのち、次の開発地点として九頭竜川に着目していた。両社とも大野郡和泉村（現・大野市）に大規模な発電用ダムを建設し、それを中心に周辺へと開発の手を広めるというものであった。ただし、細部については以下に示す通り、大きく異なっていた。
電源開発案
九頭竜川に長野ダムを建設し、九頭竜発電所・葛ヶ原（くずがはら）発電所・勝原（かどはら）発電所に送水し、合計最大34万7,000キロワットの電力を発生する。
北陸電力案
九頭竜川に長野ダムを、支流・石徹白川（いとしろがわ）に後野（のちの）ダムを建設し、両ダムを水路で連結。後野ダムから湯上（ゆがみ）発電所・西勝原第三発電所に送水し、合計最大25万キロワットの電力を発生する。
その後、両社共同による調査が始められたが、計画を一本化するにあたっての調整は難航していた。こうした動きは福井県政にも波及し、福井県議会は地元企業である北陸電力を支持する一方、地元・和泉村議会は電源開発案の方が発電所の出力が大きく、電気事業ひいては日本経済に、より大きく貢献できるとして電源開発を支持し、県議会と対立した。電力業界は九頭竜川開発計画に関する技術委員会を共同で設立し、電源開発・北陸電力両社の計画を比較・検討し、一定の見解を示した。さらに、通商産業省（現・経済産業省）は北陸電力が今後火力発電の比重を高めることに着目し、揚水発電を導入するよう付け加えた。
そんな中、1959年（昭和34年）に伊勢湾台風が九頭竜川流域にも大きな被害をもたらした。建設省（現・国土交通省）はダムの洪水調節機能による九頭竜川の治水を図ることを計画し、電力会社の開発に治水の目的を加えた九頭竜川総合開発事業としてまとめられた。計画の最終案は以下の通りである。
- 長野ダムは、越美北線や鉱山が水没することを避けるため建設地点を当初の湯上地点から上流の長野地点に移転し、高さも125メートルから128メートルに変更。長野ダム直下に長野発電所を建設し、揚水発電を加味した結果、出力を22万キロワットに設定した。下流には揚水発電の下池兼逆調整池として鷲ダムを建設する。
- 鷲ダム下流で九頭竜川に合流する石徹白川の水も有効利用するため、石徹白川上流に石徹白ダムおよびいくつかの取水堰を建設し、取り入れた水を長野ダムに送水する。石徹白ダムで取りこぼした水は、下流の山原（やんばら）ダムで取水し、鷲ダムからの水と合わせて湯上発電所に送水する。
- 湯上発電所の下流に仏原ダムを建設し、西勝原第三発電所に送水する。

施工区分については、長野発電所・湯上発電所（長野ダム・鷲ダム・石徹白ダム・山原ダム・その他石徹白川渓流の取水堰を含む）を電源開発が、西勝原第三発電所（仏原ダムを含む）を北陸電力が担当することに決まった。

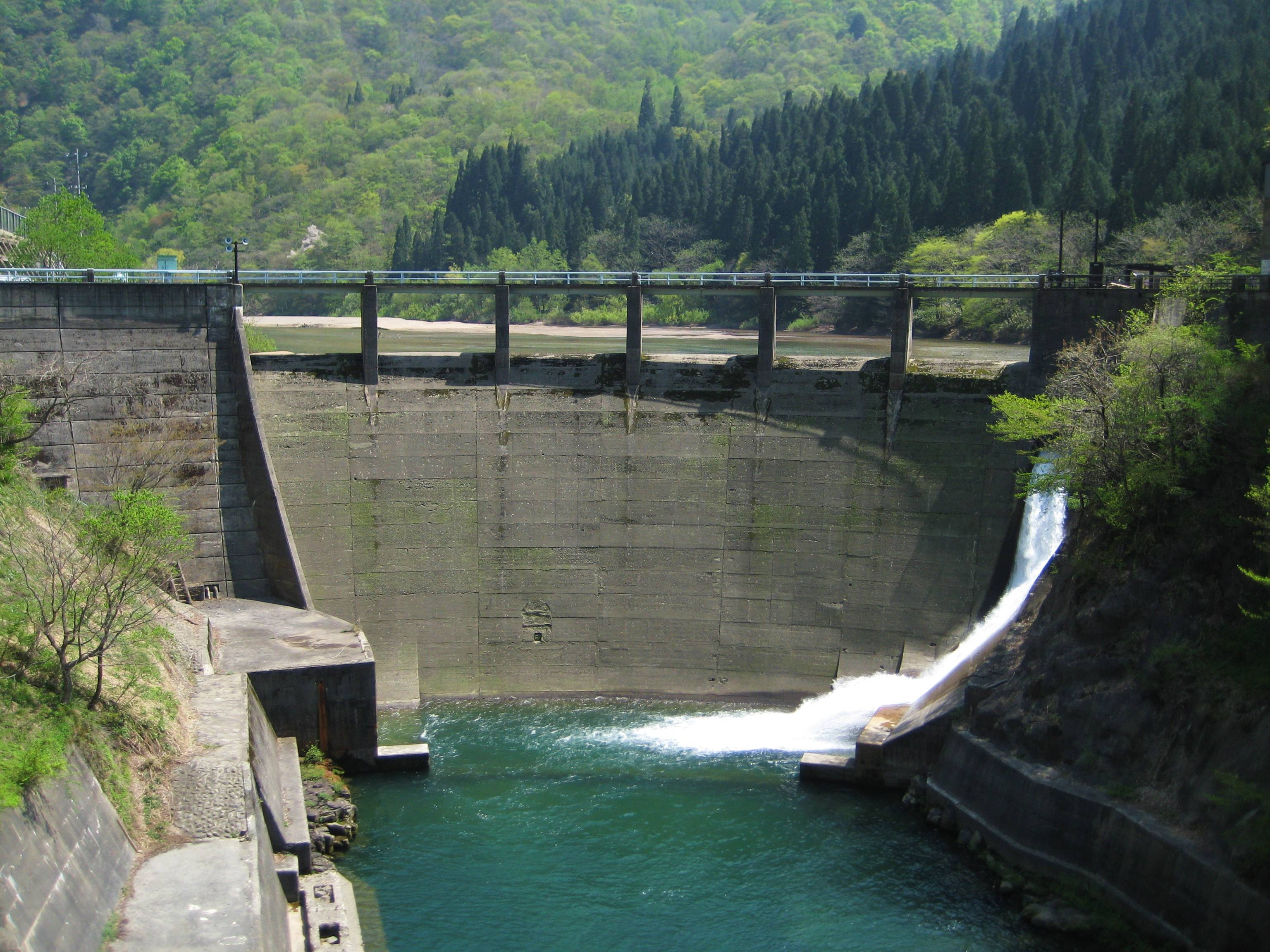
石徹白ダム
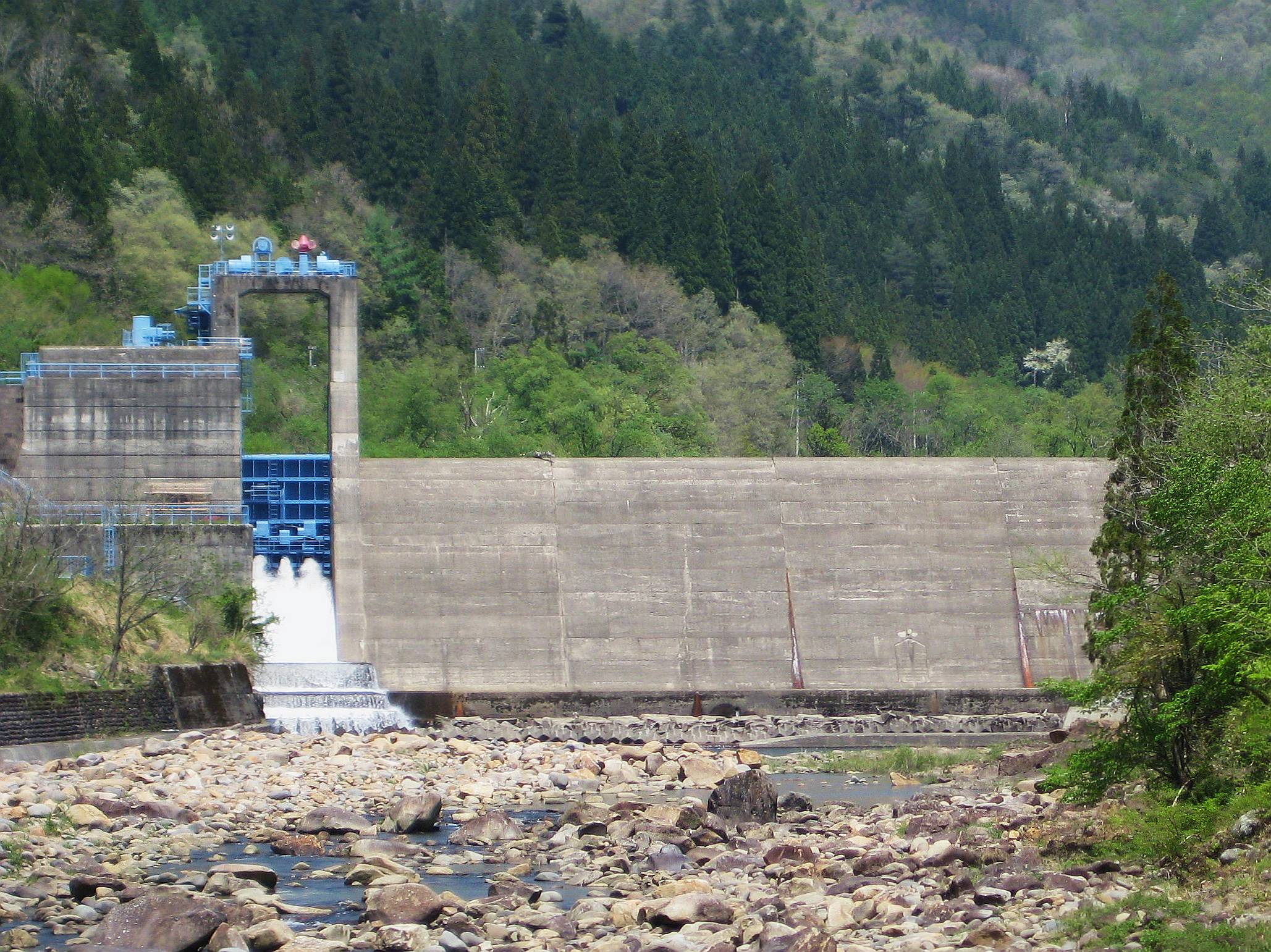
山原ダム
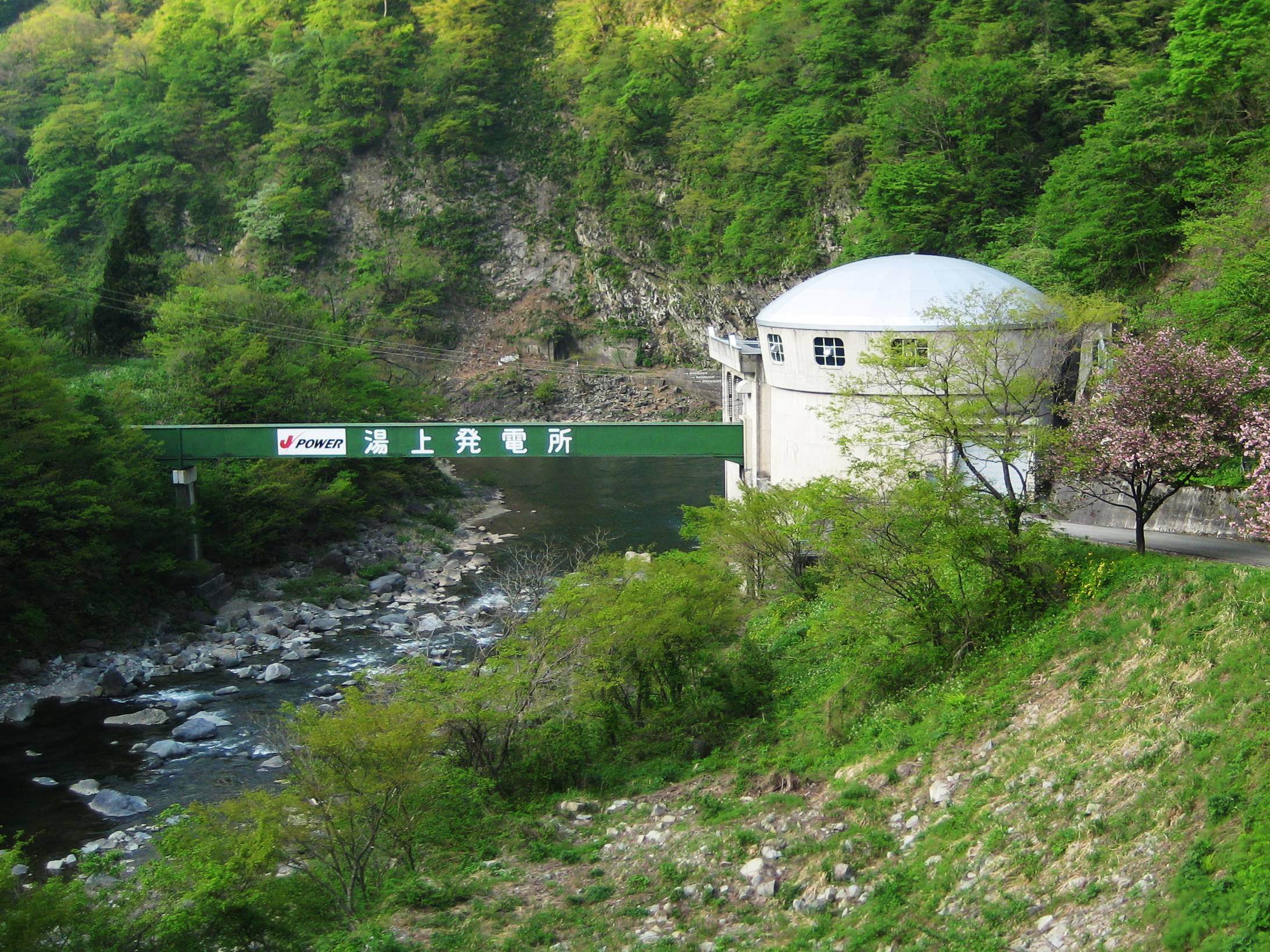
湯上発電所
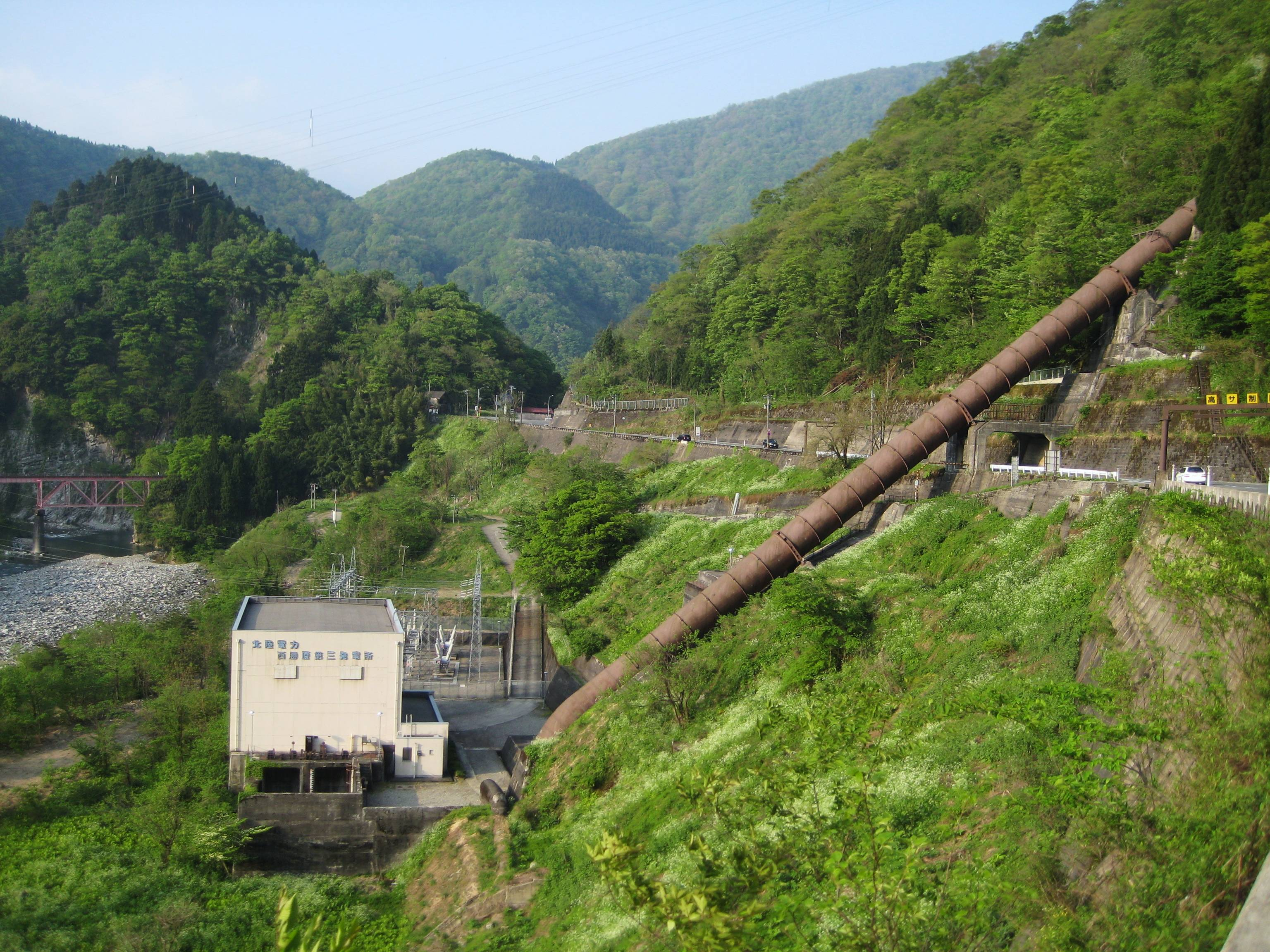
西勝原第三発電所

### 補償
一連の開発に伴い、和泉村にあった530戸の民家、191ヘクタールの農地、868ヘクタールの森林、81キロメートルの道路が水没することとなった。1962年（昭和37年）、電源開発・北陸電力両社はダム建設に伴う水没補償について、御母衣ダムにおける事例を基に検討した。しかし、これを和泉村に提出したところ、ことごとく拒否されてしまった。電源開発は御母衣ダムにおける補償基準が最高だと考えていたが、御母衣ダムから現時点までの物価上昇が考慮されていないこと、御母衣ダムよりも標高が低いだけ土地の利用価値は高いはずであることを拒否の理由に挙げた。さらにダム完成後、上流に取り残される集落について対策を検討するよう付け加えた。電源開発は現地調査所をいったん閉鎖し、補償が決まるまでは着工しないという構えをとった。この手法はのちに九頭竜方式と呼ばれ、同社は以後の開発をもっぱらこの方式にならって行うようになった。この問題に福井県が調停に乗り出し、交渉が再開される。同年12月、雪深まる和泉村には60名の用地担当者が居残りで職務に就いていた。この冬は70年ぶりの豪雪で、ブルドーザーも使い物にならないほどの積雪を記録したが、担当者たちは人力によって除雪を行った。豪雪の際は家に引きこもるのが当然だった村民にとって、この行動は驚くべきものであった。これが開発への理解を得るきっかけとなったという。
ダム建設予定地の上流には、水没こそ免れるものの、交通が断絶する集落がいくつか存在した。この問題については当事者である現地住民全員が移転の意向を示し、それぞれ希望通りに取りはかられた。その後の追跡調査の結果、水没世帯の過半数が岐阜県・愛知県といった中京圏へと移転し、福井県内にとどまる例は少なかったことが明らかになった。県内にとどまった例として橋本真由美の一家は大野市内に新たに建てた家に引っ越している。
このほか、鉱業権の収容が行われた。当地は鉱山が多く、水没地点にも複数の鉱業権が存在した。鉱業権を握る交渉は難航し、やむなく強制収用に踏み切った。また、水面下では政治的な介入も行われ、児玉誉士夫の命を受けた読売新聞の渡邉恒雄が中曽根康弘らとともに、補償交渉を円滑に進めるための資金工作を行っていた。だがこの工作は失敗に終わり、資金は全額児玉誉士夫から返還されたという。この経緯は鉱山経営を手がける日本産銅の社長だった緒方克行が『権力の陰謀　九頭竜事件をめぐる黒い霧』（現代史出版会）につづっている。

### 入札
長野ダムの入札をめぐっては第1工区で最高額で応札した鹿島建設が落札、他の4社が最低落札価格を超えていないとして失格になった。池田勇人首相への政治献金を約束した鹿島建設と電源開発、政府が一体となって仕組んだ汚職だとの疑惑が広がり、衆議院決算委員会で田中彰治代議士らが追及した。だが、池田首相の秘書官だった中林恭夫と、決算委員会で証言した元朝日新聞記者、言論時代社主幹の倉地武雄が不自然な死を遂げ、事件はうやむやになった。この経緯は石川達三が『金環蝕』として小説化しており、大映によって映画にもなった。

### 建設
補償交渉は1964年（昭和39年）までに妥結を見たことで、1965年（昭和40年）より本格的な建設工事に着手した。長野ダムの型式は傾斜土質遮水壁型ロックフィルダムである。以前に電源開発が手がけた御母衣ダム（庄川）と同様の形式であるが、やがて中央土質遮水壁型ロックフィルダムが主流となり、現在では少ない型式である。重力式あるいはアーチ式（重力式アーチ）のコンクリートダムとしての建設も計画されたが、地盤が軟弱であったことから、不採用となっている。
施工にはアメリカ合衆国から輸入した30トンダンプカーが活躍した。ダムを構成する岩石（ロック材）を得るために要した発破量は200トンに達し、発破の際は1キロメートル離れた見張り所において、当時の基準で震度5から6程度の揺れをもたらしたという。工事は着々と進み、1968年（昭和43年）に完成した。当時の電源開発総裁・藤波収は先の御母衣ダムと比較し、「御母衣を楷書にたとえれば、九頭竜は行書である」と振り返った。

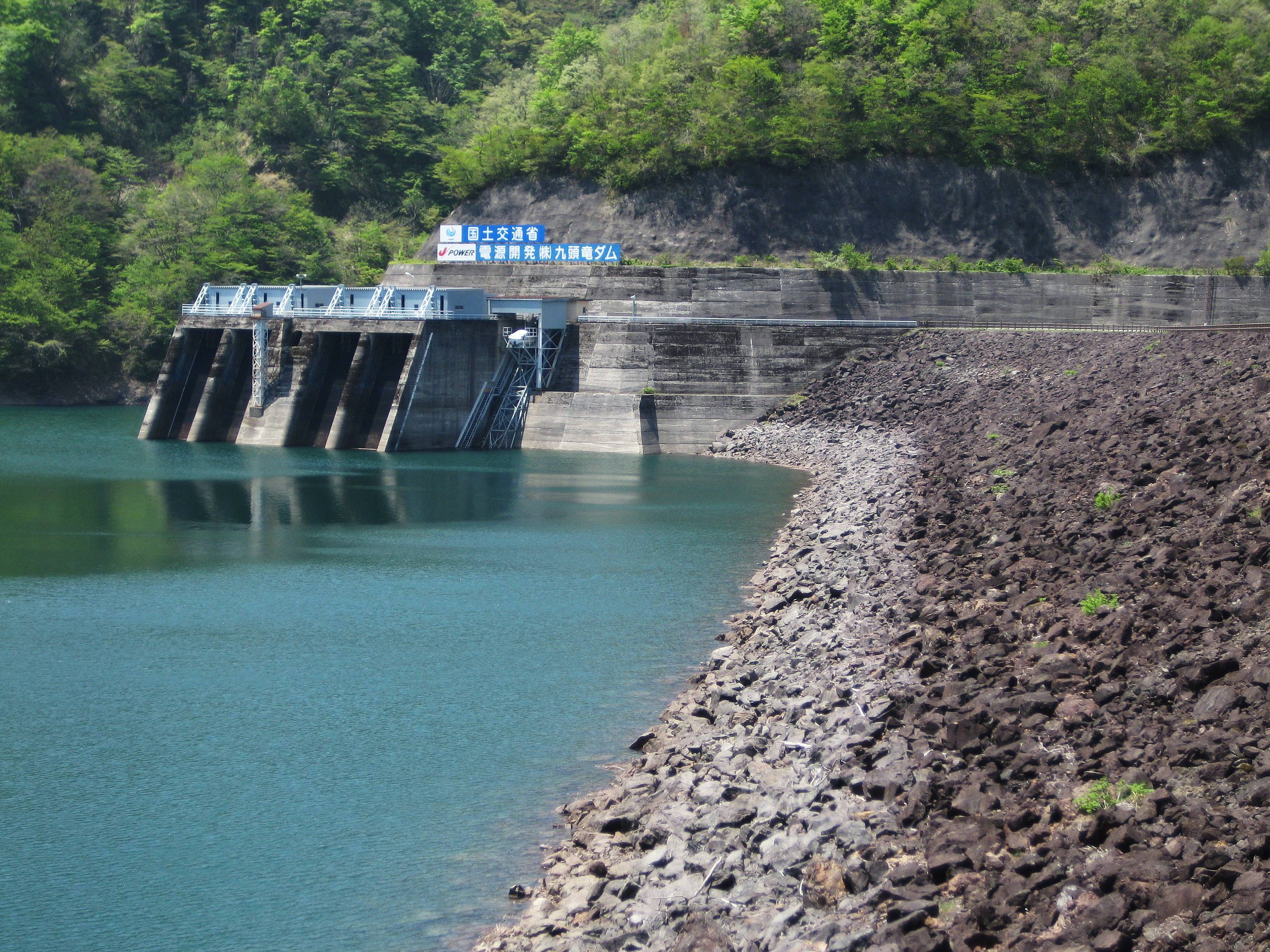
長野発電所取水口
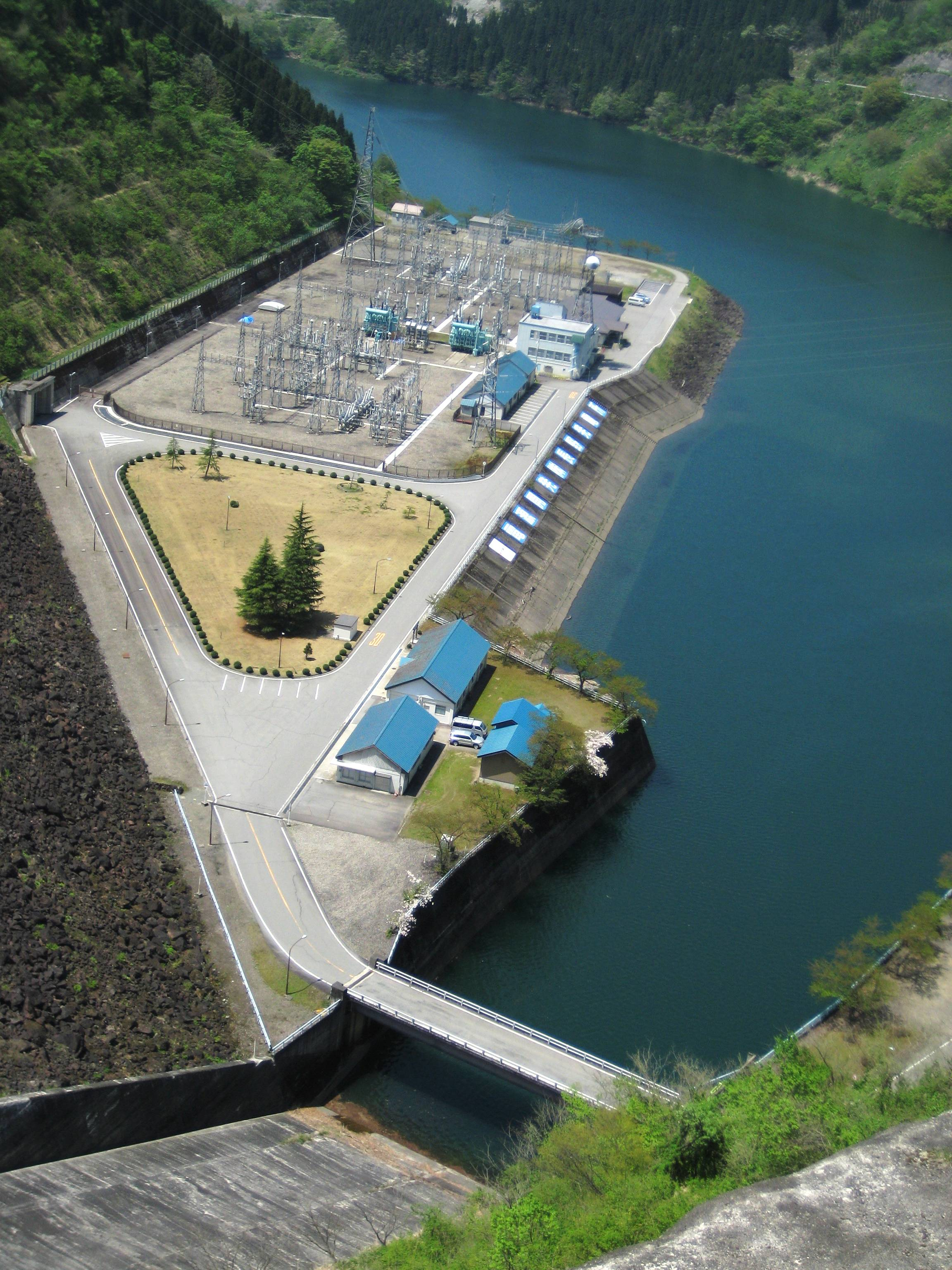
長野発電所
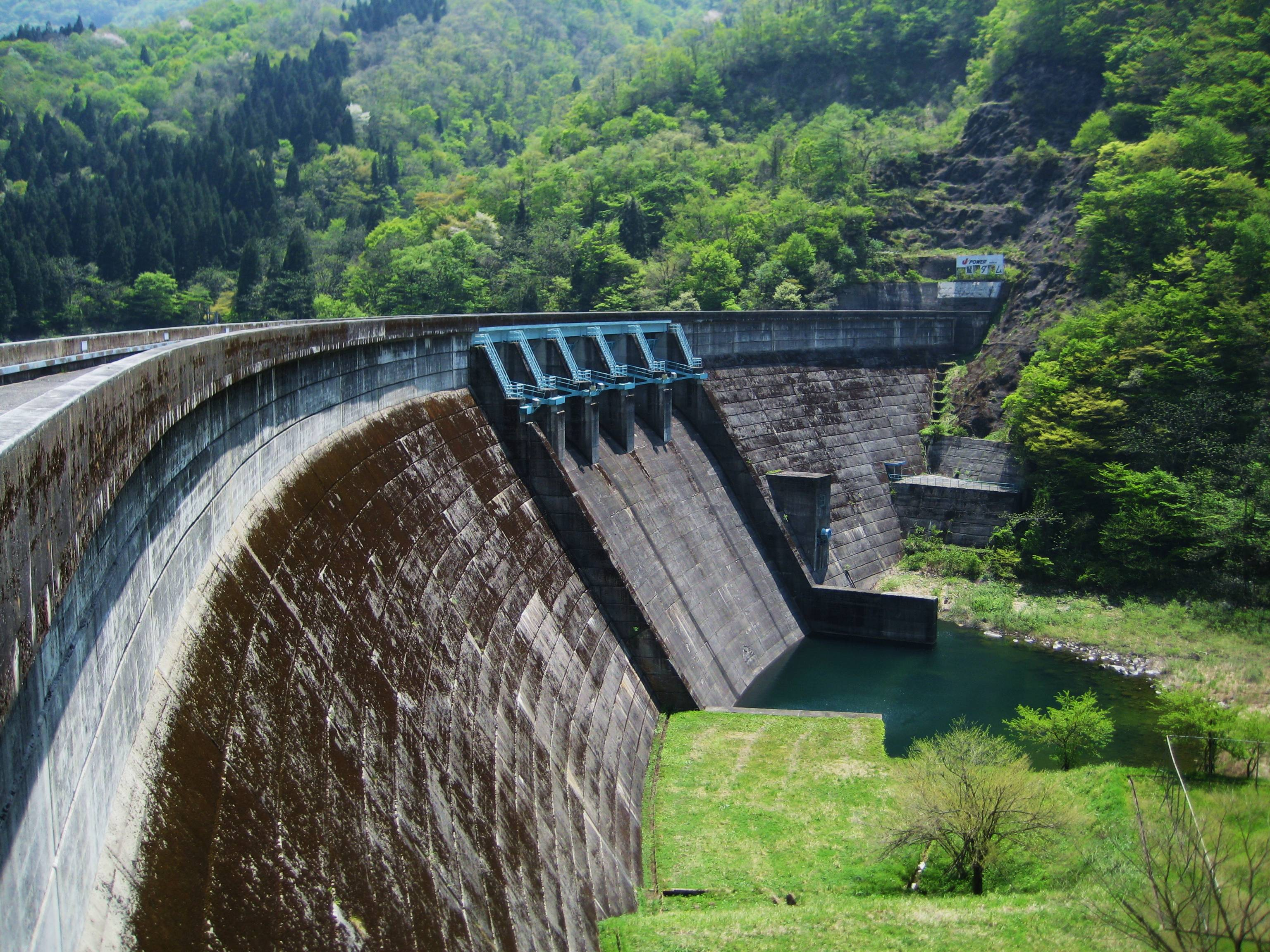
下池・鷲ダム

### 改称
現在、「九頭竜ダム」と呼ばれているダムは、計画当初から「長野ダム」という名称が用いられていた。これはダム建設地点の地名からとったものであったが、完成直前の1968年（昭和43年）5月、「長野県のダム」と混同されるとの地元の要望を受け、河川名をとって現在の「九頭竜ダム」に改称した。同様の事例は草木ダムや早池峰ダムなど各地で見られる。また、JR越美北線の終着駅・「九頭竜湖駅」も当初計画では「越前朝日駅」という名称であったが、1972年（昭和47年）の開業に合わせて九頭竜湖の名をとって駅名とした。

### 現在

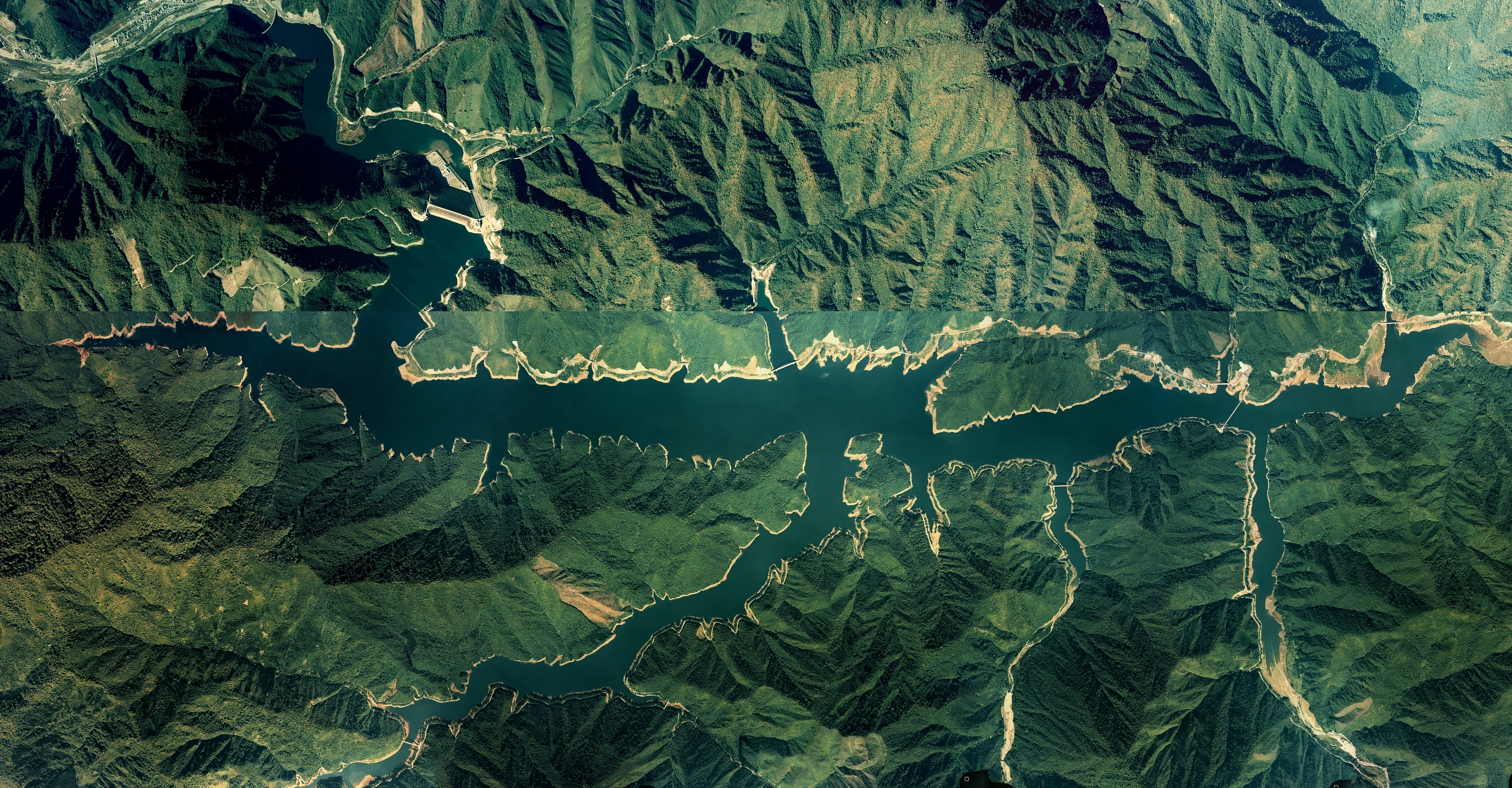
九頭竜ダム湖の空中写真。
1977年撮影の16枚を合成作成。
。

現在、九頭竜ダムは河川法第17条に基づく兼用工作物として、国土交通省近畿地方整備局と電源開発とが共同で管理している。ダムおよび発電所の管理は電源開発の担当するところであり、この方式は1979年（昭和54年）、石川県白山市、手取川水系手取川に完成した手取川ダムにおいて踏襲されている。
九頭竜ダムは満水位から深さ4メートル、3,300万立方メートルを洪水調節容量として確保しており、伊勢湾台風相当の流入量1,500立方メートル毎秒の大洪水があっても、5分の1以下の270立方メートル毎秒を下流に放流するのみで対処できるという。九頭竜ダムは下流の九頭竜川鳴鹿大堰や支流・真名川の真名川ダムと併せて管理され、福井平野の治水に貢献している。完成後も貯砂ダムの建設や崩壊した斜面の緑化など、ダムの機能維持およびダム周辺の環境整備事業が行われている。
発電事業の中核は、ダム直下にある長野発電所である。地下に2台の水車発電機が設置され、合計最大22万キロワットの電力を発生する。福井県内では最大規模の水力発電所であり、北陸電力の営業区域内に存在する唯一の揚水発電所でもある。北陸電力のほか中部電力とも電力の取引が行われている。かつては電源開発と北陸電力とが共同で最大出力210万キロワット、長野発電所の10倍もの大規模揚水発電所として高倉発電所の建設を計画しており、発生した電力を中部電力・関西電力とも取引する予定であった。しかし、電力需要の伸び悩みを受け、2001年（平成13年）に中止されている。

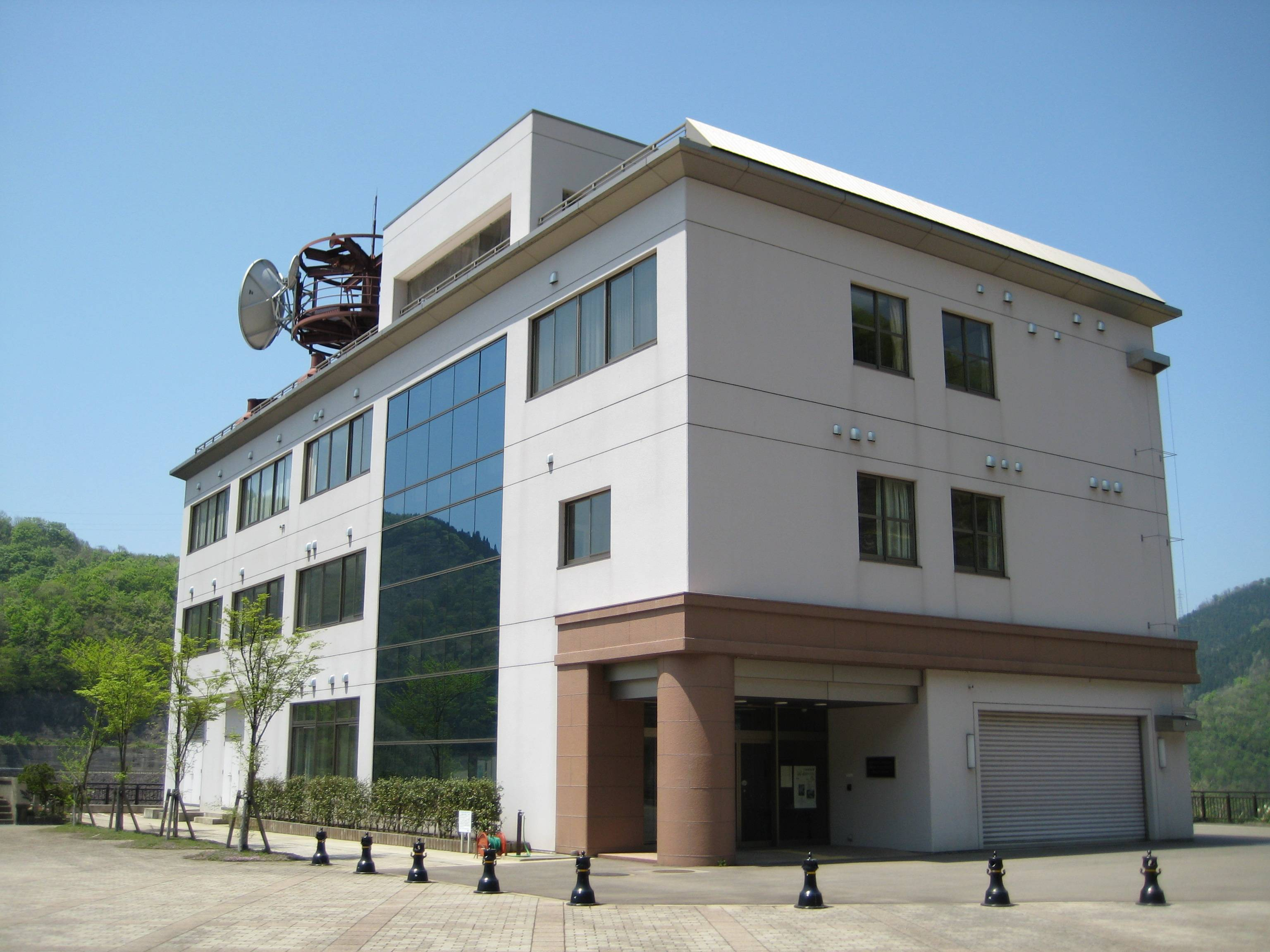
九頭竜ダム管理支所
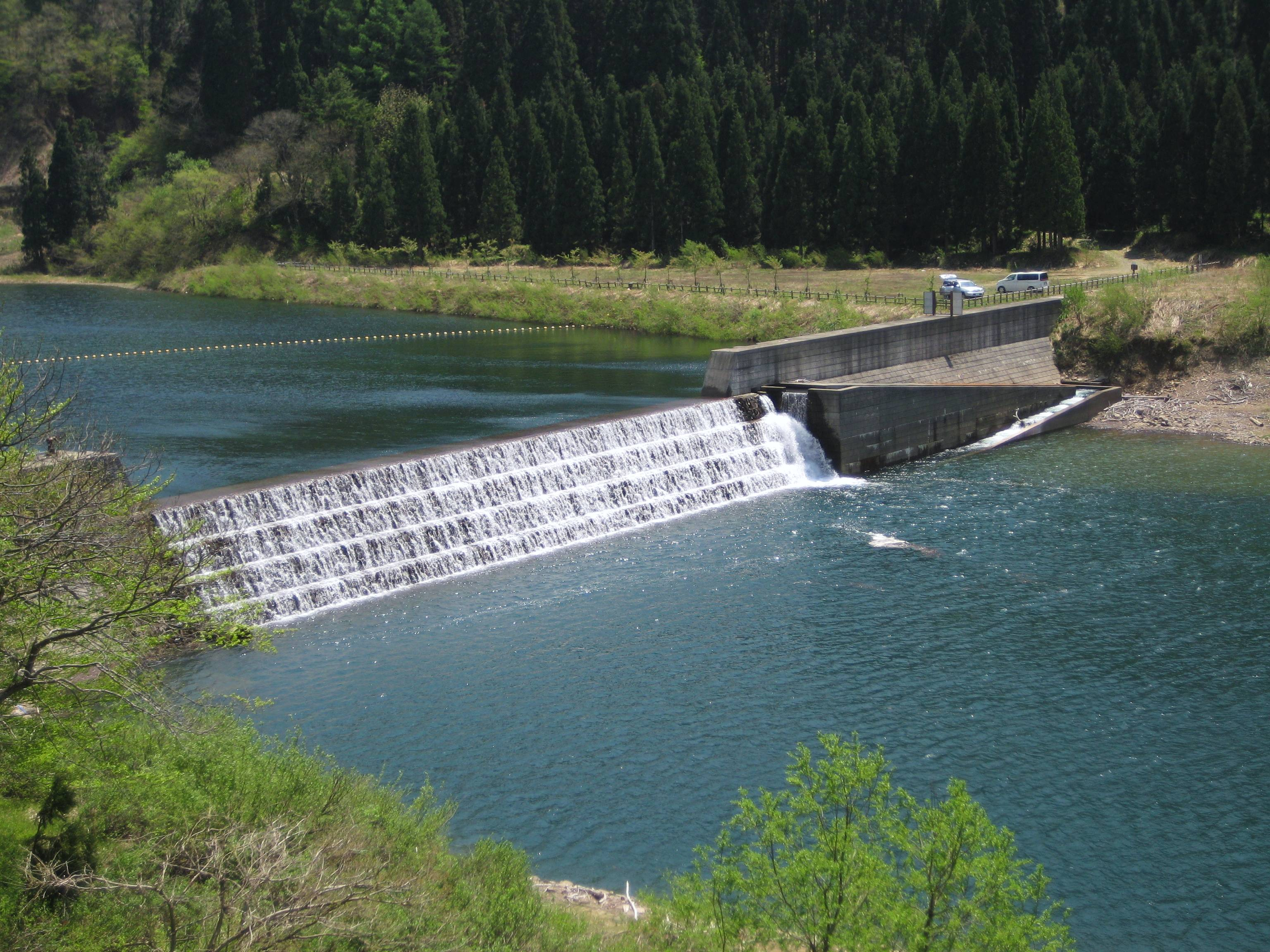
貯砂ダム・蝶の湖
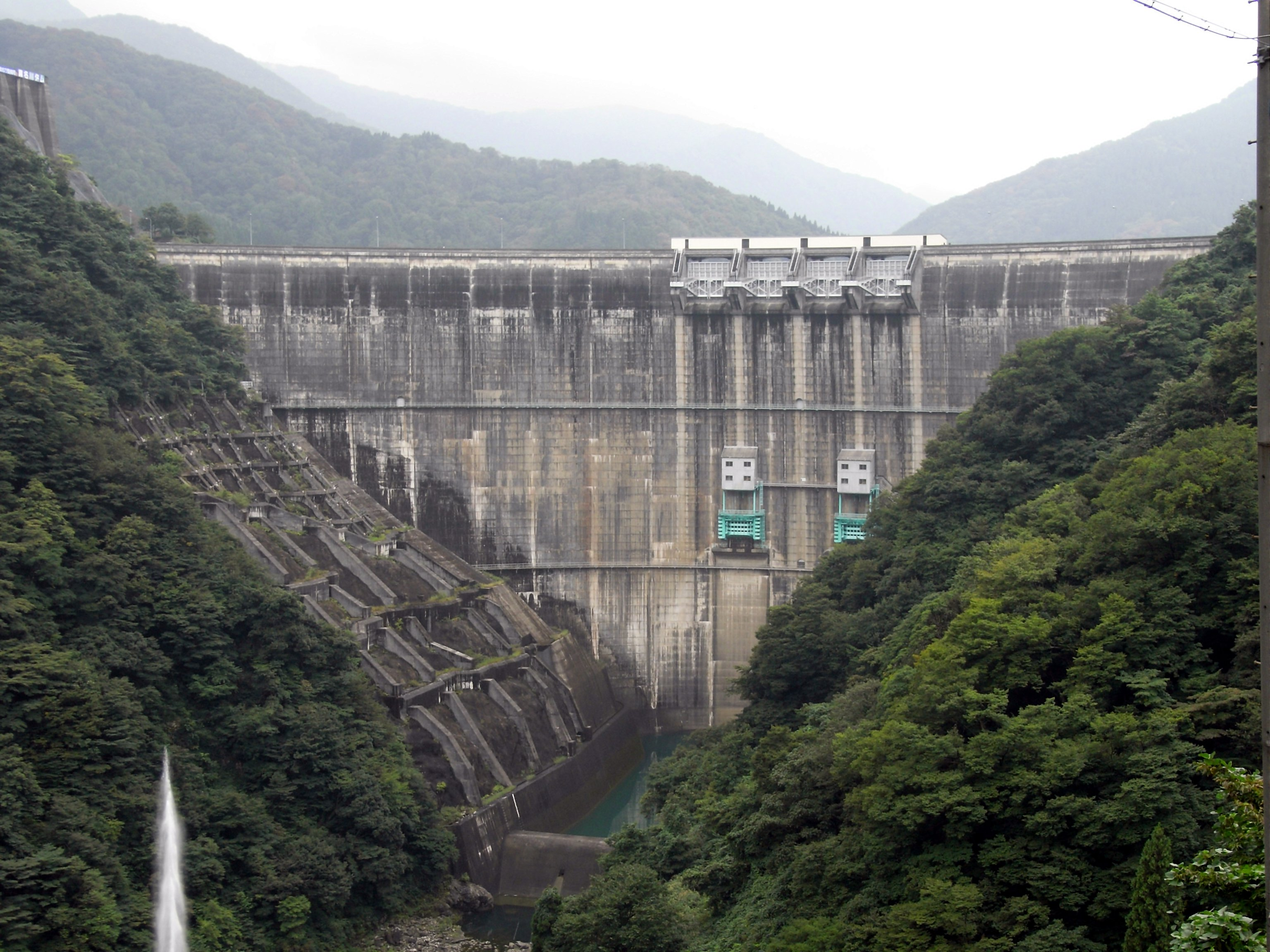
真名川ダム
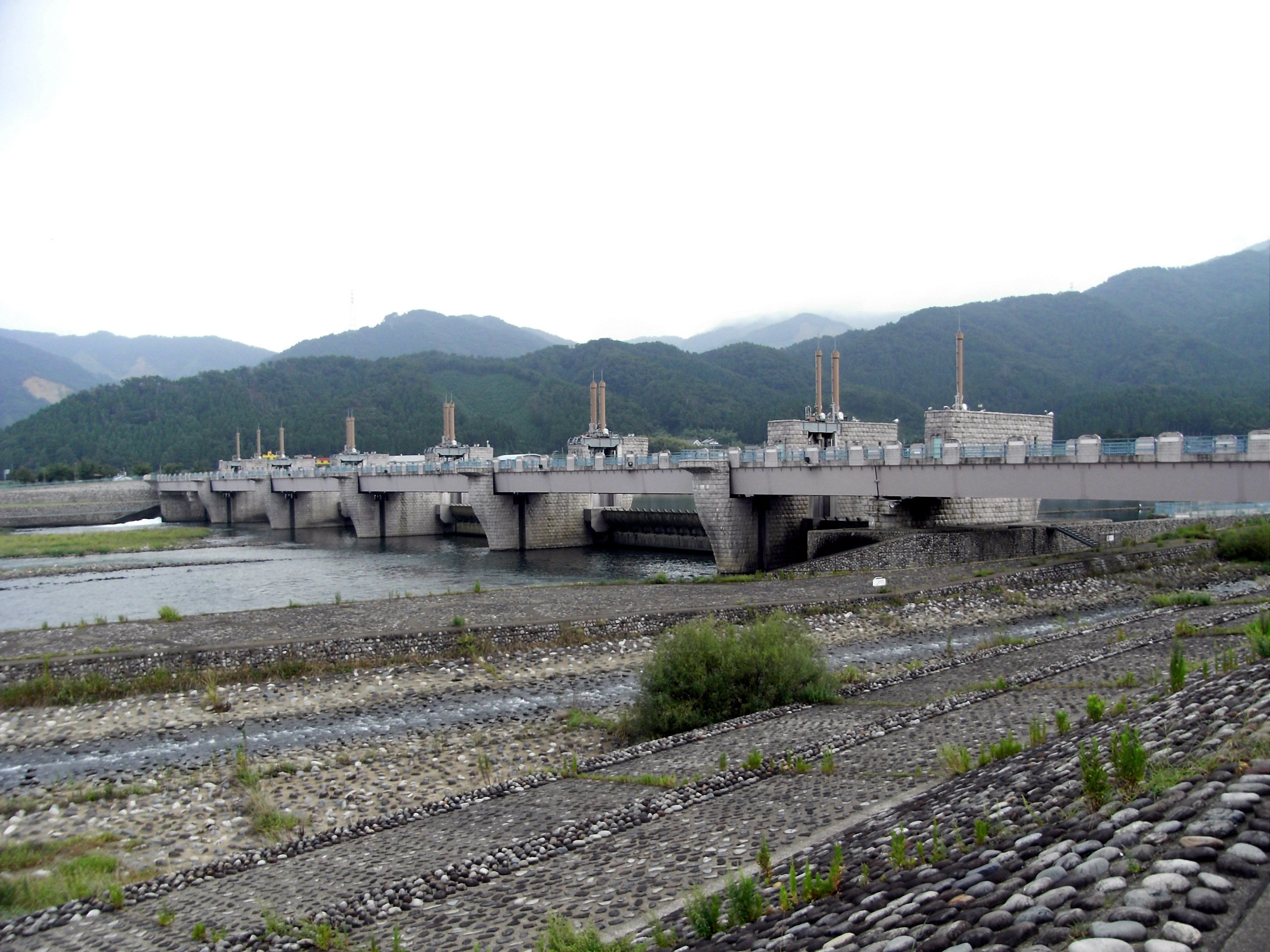
九頭竜川鳴鹿大堰

## 周辺
北陸自動車道・福井インターチェンジから国道158号を九頭竜川上流の大野市方面へと進む。並行するJR越美北線の終着駅・九頭竜湖駅を過ぎて間もなく鷲ダムを通過し、九頭竜ダムに至る。ダム左岸には九頭竜ダム管理支所や、売店がある。ダム頂上は歩道になっており、自由に見学できる。2008年（平成20年）には森と湖に親しむ旬間に合わせて、7月26日・27日に「森と湖に親しむつどい2008 九頭竜湖・麻那姫湖サマーフェスタ」が開催される。これを記念して九頭竜ダム・真名川ダムでは特別仕様のダムカードが配布される。
九頭竜ダムの完成によって誕生した九頭竜湖は面積890ヘクタールと、日本全国有数の広さを持つ。春は「万本桜」、秋は紅葉が美しい。湖に架けられた箱ヶ瀬橋（福井県道230号大谷秋生大野線）は瀬戸大橋の試作として建設された吊り橋で、愛称を夢の架け橋という。上流には堆砂対策として建設された貯砂ダムがあり、そのダム湖の名は蝶の湖（ちょうのみずうみ）という。和泉村の小学生の投票によって決まったもので、九頭竜川上流の清流が「蝶の水」と呼ばれていることに由来する。周辺にはキャンプ場や散策路などが整備されている。
国道158号は九頭竜湖を過ぎると油坂峠を経由して岐阜県郡上市に至る。福井県と岐阜県とを結ぶ重要な路線であり、中部縦貫自動車道の建設が進められている。2023年10月28日に北陸自動車道福井北インターチェンジより九頭竜インターチェンジまでの区間が開通し、福井県側の高速交通網の整備が実現した。また岐阜県側の油坂峠道路はその一部であり整備中で、双方共に現在は無料で通行できる。

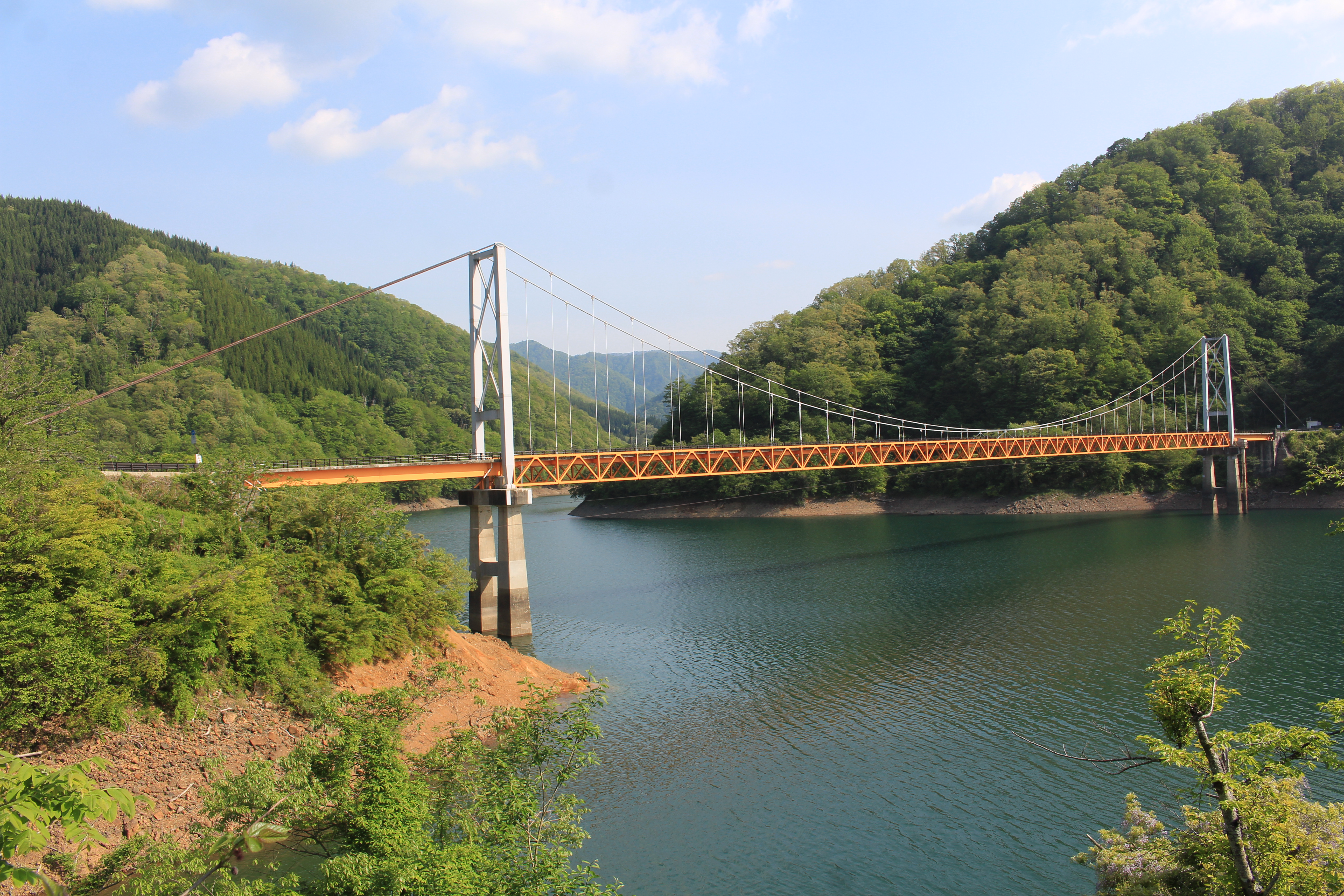
夢の架け橋 （福井県道230号大谷秋生大野線の箱ヶ瀬橋）
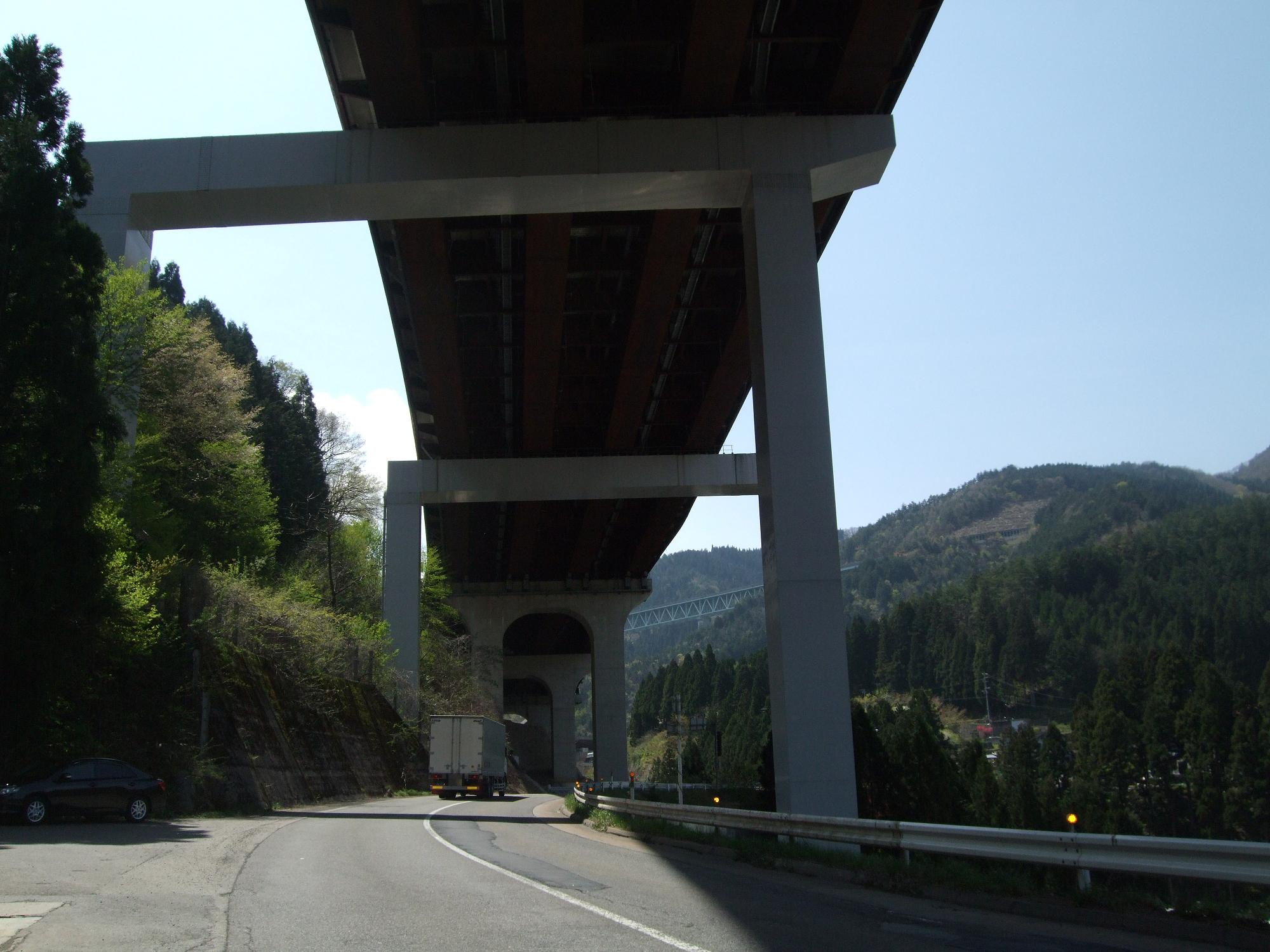
油坂峠道路
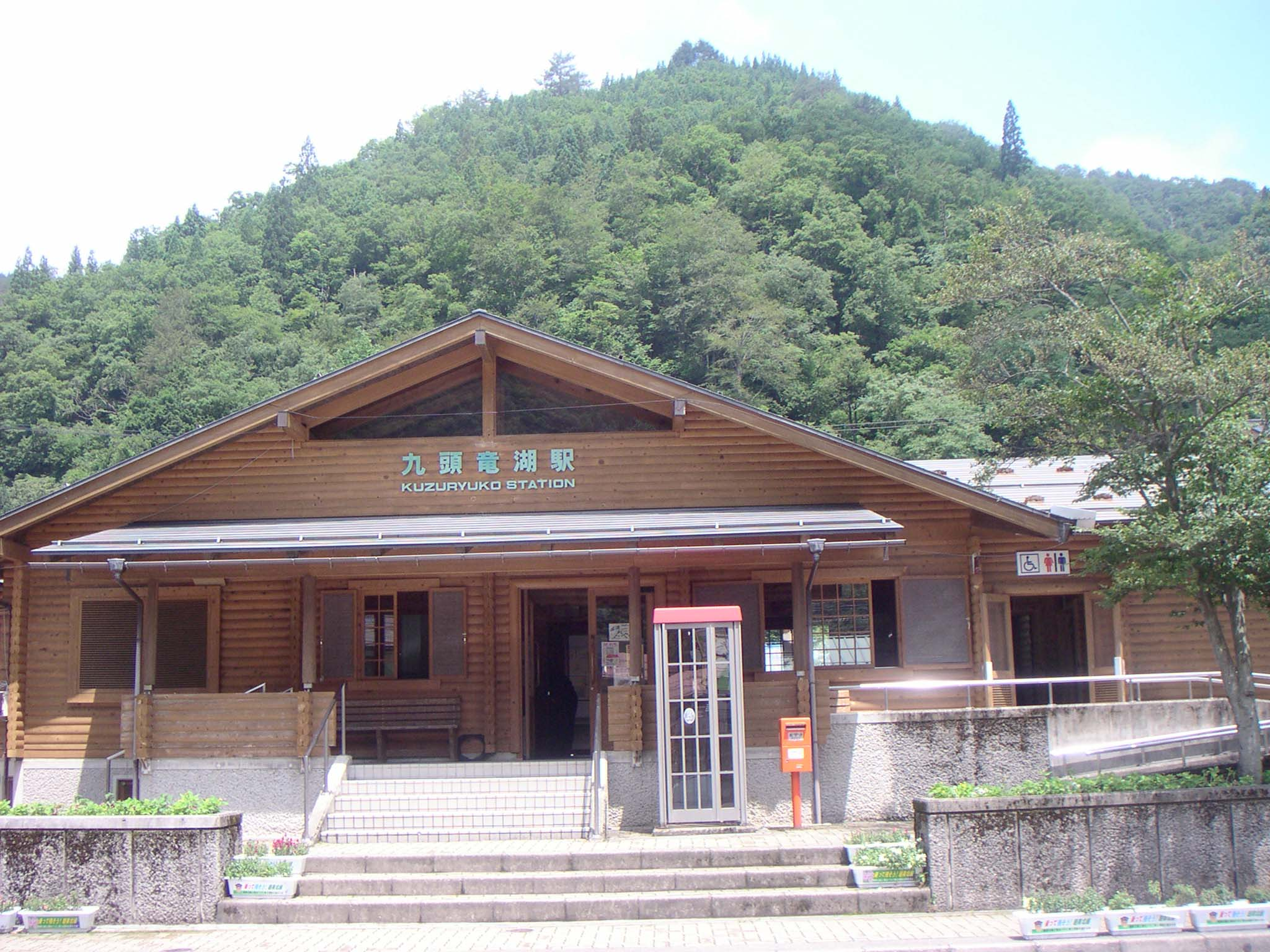
九頭竜湖駅駅舎

## 九頭竜ダムに関連する作品
- 『雷鳥九号殺人事件』 - 西村京太郎の推理小説。三浦由美子と、その恋人との想い出の場所となった。テレビドラマ（西村京太郎トラベルミステリー）では由美子役を眞野あずさが演じた（恋人は既に故人）。
- 『金環蝕』（石川達三）-実際の当ダム建設にまつわる汚職談合疑惑を元にしており、「ロワーリミット」と称する入札価格の足切りによる落札操作の存在を示唆した。